# 李琪 (1914年)
李琪（1914年10月30日—1966年7月10日），原名沈乃庭，男，山西猗氏人，中华人民共和国政治人物，中国共产党官员，曾任中共北京市委常委、宣传部部长。

## 生平
李琪幼时，因为家庭贫困，故只上过五年私塾。后来，他通过自学，在文化、历史、政治理论等方面积累了丰富的知识。在抗日战争和第二次国共内战时期，他长期在晋绥边区八分区敌后任职，多次遭敌方追捕，但都在民众掩护下逃脱。
1949年1月，李琪到马列学院（中共中央高级党校的前身）学习。结业之后，获学院留校任教，从事中共党史教学，后来在北京大学哲学系讲授哲学，先后著有《学习马克思主义列宁主义的应有认识》、《谈谈学习历史唯物论》，1953年和1956年先后出版了《〈实践论〉解释》、《〈矛盾论〉解说》两本书。1953年9月，李琪到彭真办公室担任政治秘书。1961年初，李琪被调到中共北京市委担任常委兼宣传部长。1961年，宣传部长李琪为北京经济学会做《经济规律的客观性》的报告，对“三面红旗”中出现的问题进行批评，倡导按照客观规律办事。在担任宣传部长后，他还曾短暂主管过北京市的文艺工作。
1963年，江青为搞“戏剧革命”，到北京市进行“调查研究”。这使李琪被迫将主要精力放在戏剧，特别京剧上。此后，1963年，在李琪的领导下，北京京剧团根据沪剧《芦荡火种》改编为京剧《地下联络员》，受到江青批评，江青还亲自指导该剧的修改。1963年至1965年，李琪坚持传统戏、新编历史戏、现代戏不可偏废，反对禁演传统戏。1964年，李琪力主老剧种要保留剧种特点。1964年10月，江青向中共北京市委提出要北方昆曲剧院并入北京京剧团成立京昆队，后来又要将北方昆曲剧院解散，李琪对此表示反对。江青不允许老京剧演员马连良、张君秋、裘盛戎等人演出，李琪则为这些老演员创造演出条件。
1965年5月，江青以谈工作的名义，将李琪叫到上海。但李琪到上海后，江青只让张春桥传话，自己不露面。李琪遂因气愤而回到北京。江青第二次召见时，让李琪在上海等了半个多月，1966年1月19日李琪回到北京，向北京市委书记刘仁、万里、郑天翔进行了汇报，中共北京市委经研究后同意了江青的意见，并且决定让李琪以个人名义致信江青。1966年2月，江青第三次召李琪赴上海，这次是当即见面，并共同看了数场电影，还向李琪谈及她召开部队文艺工作座谈会的情况，但未提及此前李琪以个人名义致江青的信。
1965年底，姚文元在上海《文汇报》上发表《评新编历史剧〈海瑞罢官〉》一文，批判北京市副市长吴晗。此后，中共北京市委在彭真的领导下，也不得不对吴晗进行批判，但希望将批判引向学术批判。1966年1月8日，《北京日报》发表了李琪撰写的《评吴晗同志的历史观》一文。他还在《文艺战讯》上发表了《在北京京剧团谈关于〈海瑞罢官〉剧本写作和排演的经过》。
1966年5月16日，报纸公开点名批判李琪。随后，戚本禹在《红旗》杂志上点名批评李琪。此后，李琪遭到批斗，受到辱骂及殴打，其妻遭到隔离审查，子女受到株连。
1966年7月10日，李琪自杀身亡。

## 家庭
妻子李莉，曾任北京市林业局局长、党组书记。